# Heteropterys trigoniifolia
Heteropterys trigoniifolia é uma espécie de planta do gênero Heteropterys e da família Malpighiaceae.

## Taxonomia
A espécie foi descrita em 1833 por Adrien-Henri de Jussieu.
O seguinte sinônimo já foi catalogado:
- Heteropterys trigoniaefolia  A.Juss.

## Forma de vida
É uma espécie terrícola e trepadeira.

## Conservação
A espécie faz parte da Lista Vermelha das espécies ameaçadas do estado do Espírito Santo, no sudeste do Brasil.

## Distribuição
A espécie é endêmica do Brasil e encontrada nos estados brasileiros de Bahia, Espírito Santo, Minas Gerais e Rio de Janeiro, com registro no Pará.  A espécie é encontrada no domínio fitogeográfico de Mata Atlântica, em regiões com vegetação de floresta ombrófila pluvial. Também é encontrada em áreas de caatinga.